# Нижний Кукут
Нижний Кукут — деревня в Эхирит-Булагатском районе Иркутской области России. Входит в состав Харатского муниципального образования. Находится примерно в 17 км к востоку от районного центра.

## Население
По данным Всероссийской переписи, в 2010 году в деревне не было постоянного населения.